# Premuda

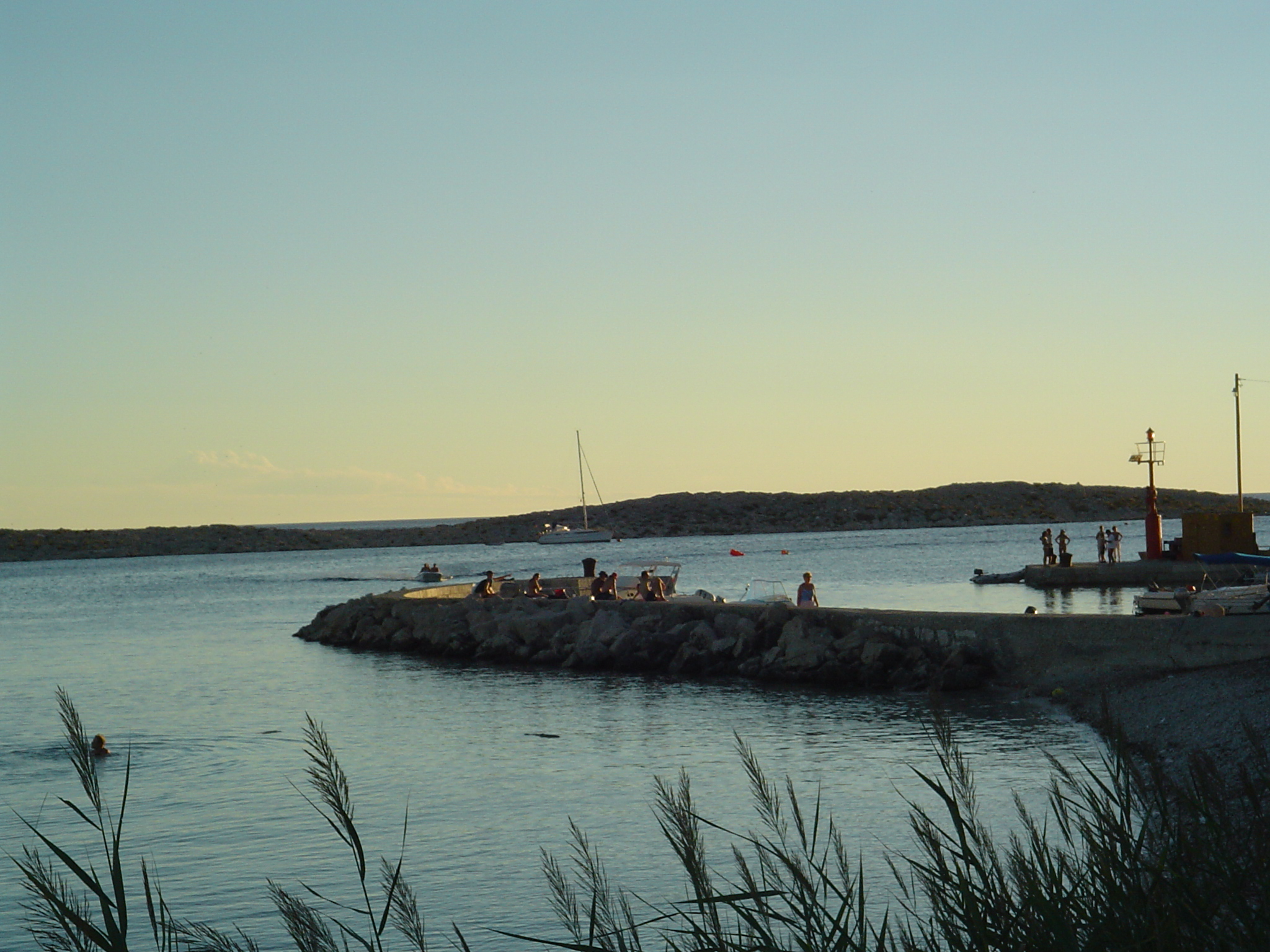
Premuda

Premuda is een klein Kroatisch eiland in het noorden van de Adriatische Zee. Het behoort tot de Noord-Dalmatische-eilanden die ten noordwesten van de provinciehoofdstad Zadar liggen. Premuda is ongeveer 10 km lang, meer dan 1 kilometer breed en heeft een oppervlakte van 9,2 km2. Premuda ligt ten zuidwesten van Silba en ten noordwesten van Škarda.
Er wonen in het plaatsje Premuda ongeveer 50 mensen, maar dit kan verschillen in het zomerseizoen.
De bevolking van Premuda teelt olijven en hoedt schapen, de laatste jaren is toerisme belangrijker geworden. Er zijn drie restaurants op het eiland.
Premuda is een populaire bestemming voor zee- en duiktoeristen. Premuda heeft populaire duikplekken. De "Katedrala" is een systeem van aaneengesloten grotten waar lichtstralen door het plafond de grot in schijnen. Een andere populaire plek is het scheepswrak van het Oostenrijk-Hongaarse slagschip SMS Szent István dat op een diepte van 40 tot 60 meter ligt en alleen toegankelijk is voor ervaren duikers.
Het hoogste punt ligt op 88 m.